# Combats en Colombie de 2013
Conflit armé colombien
Batailles
Années 1970

Anorí
Années 1980

Palais de justice
Années 1990
- Casa Verde
- Girasoles
- Las Delicias
- Quebrada El Billar
- Miraflores
- Mitú

Années 2000
- Berlín
- Reprise de la zone démilitarisée
- Alcatraz
- Jaque
- Fénix
- Dinastía

Années 2010
- Camaleón
- Sodoma
- Némésis
- Odiseo
- Combats de 2013 (processus de paix)

Le 20 juillet 2013, deux affrontements éclatent en Colombie entre les forces gouvernementales et les FARC. 19 soldats sont tués dans l'un des incidents les plus graves depuis le début du processus de paix initié en novembre 2012. Les attaques se déroulent un jour après que les FARC ont capturé Kevin Scott Sutay, un vétéran du Corps des Marines des États-Unis avec lequel il avait combattu en Afghanistan, qui était en vacances dans le pays, mais que les guérilleros soupçonnent de participer à un projet militaire supervisé par les États-Unis ,,.

## Contexte
Depuis les années 1960, le gouvernement colombien est en conflit avec les rebelles des FARC. Environ 600 000 personnes ont perdu la vie et 3,7 millions de personnes ont été déplacées en cinq décennies de conflit. En novembre 2012, des pourparlers de paix débutent à Oslo en Norvège et à La Havane à Cuba entre les deux camps. Le jour des attaques, le 20 juillet, les négociations étaient en cours. Quelques jours auparavant, un chef des FARC avait affirmé que le conflit était proche de sa fin. Les autorités colombiennes affirment que les effectifs des FARC s'élèvent toujours à 8 000 combattants actifs (16 000 en 2001).

## Les attaques
Dans le sud de la Colombie, les FARC affirment avoir capturé un ancien US Marine à El Retorno le 19 juillet mais indiquent en revanche être prêts à le libérer afin de favoriser le déroulement du processus de paix,. Selon le gouvernement des États-Unis, l'homme était dans la région en tant que touriste et non pas pour exécuter une mission militaire. Historiquement, les États-Unis ont toujours soutenu l'armée nationale colombienne (voir Relations entre la Colombie et les États-Unis).
Quelques heures plus tard, 70 rebelles prennent en embuscade des soldats gouvernementaux gardant un oléoduc le 20 juillet à El Mordisco, une zone rurale du département d'Arauca dans l'est de la Colombie. 15 soldats sont tués dans l'attaque. Les autorités colombiennes attribuent la responsabilité de cette attaque aux FARC. Quatre autres militaires et six guérilleros auraient également péri dans un autre accrochage, selon le gouvernement.

## Réactions
Le président colombien Juan Manuel Santos visite le site de l'embuscade dans le département d'Arauca et promet des représailles avec « toute la machine de guerre ». Il a cependant réitéré être optimiste quant au bon déroulement du processus de paix, en espérant que les « guérilleros vont revenir à la raison » et continuer les négociations. Les FARC rappellent au gouvernement son refus d'établissement d'un cessez-le-feu, comme les guérilleros l'avaient proposé, et lui imputent en conséquence la responsabilité des morts.
Le 22 juillet, deux membres des FARC sont tués durant une opération militaire dans le sud-ouest du département de Cauca,. Les pourparlers de paix ont repris le 28 juillet.
Le soldat américain Kevin Scott est libéré en octobre, indiquant durant sa détention avoir été « bien traité » et être « un peu triste de quitter la jungle, le calme et les animaux »,